# Christian Koerner

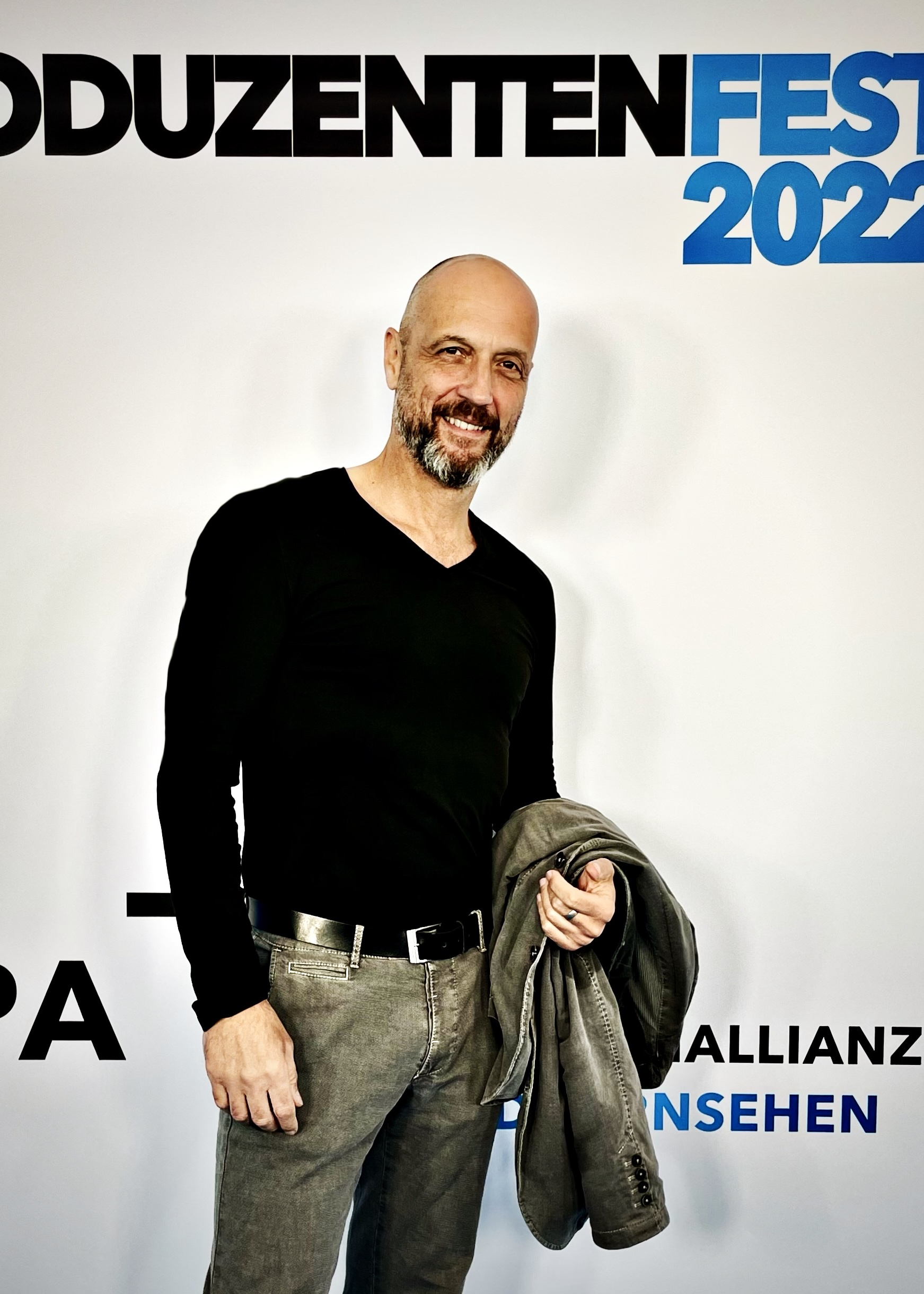
Christian Koerner beim Produzentenfest 2022

Christian Koerner (* 1966 in Tübingen) ist ein deutscher Schauspieler.

## Leben
Koerner absolvierte von 1987 bis 1991 ein Schauspielstudium an der Hochschule für Musik und Darstellende Kunst in Frankfurt am Main.
Es folgten Engagements u. a. am Schauspiel Frankfurt, dem Mecklenburgischen Staatstheater Schwerin und dem Saarländischen Staatstheater Saarbrücken. Er arbeitete mit Regisseuren wie Peter Palitzsch, Marty Fried, Dietrich Hollinderbäumer, Hannelore Hoger, Michael Wallner und Niky Wolcz.
Seit Ende der 1990er Jahre ist Koerner in Film- und Fernsehproduktionen zu sehen.
Christian Koerner ist Mitglied der Europäischen Filmakademie.

## Filmografie (Auswahl)
- 1997: Der Rosenmörder, Regie: Matti Geschonneck
- 1998: Tatort – Engelchen flieg (Fernsehreihe), Regie: Hartmut Griesmayr
- 1999: Die Motorradcops – Hart am Limit (Fernsehserie, Folge Ypsilon – Wie alles begann), Regie: Sigi Rothemund
- 2000–2009: Alarm für Cobra 11 (Fernsehserie, verschiedene Rollen, 4 Folgen)
- 2000: Die Kumpel (Fernsehserie), Regie: Hans Werner
- 2001: Der Clown (Fernsehserie, Folge Stirb langsam), Regie: Sigi Rothemund
- 2002: Scherbentanz, (Kinofilm) Regie: Chris Kraus
- 2002: Tatort – Reise ins Nichts, Regie: Hartmut Griesmayr
- 2003: Zwei Profis (Fernsehserie, Folge ...und die falsche Spur), Regie: Christoph Klünker
- 2003: Die Kommissarin (Fernsehserie, Folge Gefährliche Nähe), Regie: Rolf Liccini
- 2003–2009: Ein Fall für zwei (Fernsehserie, 8 Folgen)
- 2003–2005: Im Namen des Gesetzes (Fernsehserie, verschiedene Rollen, 2 Folgen)
- 2005: SOKO Leipzig (Fernsehserie, Folge Schatzsuche), Regie: Patrick Winczewski
- 2005: Die Mauer – Berlin ’61, Regie: Hartmut Schoen
- 2005: Margarete Steiff, Regie: Xaver Schwarzenberger
- 2006: SOKO Rhein-Main (Fernsehserie, Folge Schuld und Sühne), Regie: Michael Schneider
- 2006: Tatort – Bienzle und der Tod im Weinberg, Regie: Jochen Nitsch
- 2006: Vier Minuten, (Kinofilm) Regie: Chris Kraus
- 2007: KDD – Kriminaldauerdienst (Fernsehserie, Folge Verwirrungen), Regie: Lars Kraume
- 2009: Der Staatsanwalt (Fernsehserie, Folge Das kleinere Übel), Regie: Peter Fratzscher
- 2008: Tatort – Der Kormorankrieg, Regie: Jürgen Bretzinger
- 2008: Der Alte (Fernsehserie, Folge Mitten ins Herz), Regie: Hartmut Griesmayr
- 2008: Tatort – Das schwarze Grab, Regie: Gregor Schnitzler
- 2009: Bloch – Schattenkind (Fernsehreihe), Regie: Christoph Stark
- 2009: Tatort – Das Mädchen Galina, Regie: Thomas Freundner
- 2010: Lasko – Die Faust Gottes (Fernsehserie, Folge Gegen die Zeit), Regie: Axel Sand
- 2011: Die Superbullen, Regie: Gernot Roll
- 2012: Der Weg zur Macht, Regie: Bernd Fischerauer
- 2013–2015: Die Kirche bleibt im Dorf, Buch und Regie: Ulrike Grote (Fernsehserie, 24 Folgen)
- 2014: Tatort – Freigang, Regie: Martin Eigler
- 2014: Die Bergretter (Fernsehserie, Folge Lebensmüde), Regie: Dirk Pientka
- 2015: Pampa Blues, Regie: Kai Wessel
- 2016: Die Chefin (Fernsehserie, Folge Geiselnahme), Regie: Michi Riebl
- 2016: In aller Freundschaft – Die jungen Ärzte (Fernsehserie, Folge Heimkehrer), Regie: Herwig Fischer
- 2016: Tatort – Im gelobten Land, Regie: Züli Aladağ
- 2017: Anne und der König von Dresden (Romantikkomödie), Regie: Karola Meeder
- 2017: SOKO Wismar (Fernsehserie, Folge Schattenkind), Regie: Sascha Thiel
- 2018: Letzte Spur Berlin (Fernsehserie, Folge Schutzengel), Regie: Florian Kern
- 2018: Schwartz & Schwartz – Mein erster Mord, Regie: Rainer Kaufmann
- 2019: Der Bulle und das Biest (Fernsehserie, eine Folge), Regie: Thomas Sieben
- 2019: Soko Köln (Fernsehserie, Folge Schutzengel) Regie: Chris Heininger
- 2019: Ein starkes Team – Tödliche Seilschaften (Fernsehreihe), Regie: Johannes Grieser
- 2019–2020: Nachtschwestern (Fernsehserie 20 Folgen)
- 2021: Die Chefin (Fernsehserie, Folge Portofino), Regie: Michael Schneider
- 2021: SOKO Potsdam (Fernsehserie, Folge Küsse in St. Tropez), Regie: Simon Ostermann
- 2021: Das Mädchen mit den goldenen Händen (Kinofilm) Regie: Katharina Marie Schubert
- 2021: Furia (Fernsehserie, 3 Folgen), Regie: Lars Kraume, Magnus Martens
- 2022: Oh Hell  Regie: Lisa Miller, Simon Ostermann
- 2022: Der Tod kommt nach Venedig  Regie: Johannes Grieser
- 2023: Der Greif (Fernsehserie)
- 2024: SOKO Stuttgart (Fernsehserie, Folge Stets zu Diensten)
- 2025: Tatort: Verblendung

## Hörspiele (Auswahl)
- 2021: Golgatha (Robert Weber), Regie: Annette Kurth, WDR[3]
- 2020: Nebraska Buch und Regie: Wolfram Höll, SRF
- 2020: Max der Puppenspieler (Heinrich Peuckmann) Regie: Angelika Maiworm
- 2019: Murkel und sein Esel (Dagmar Petrick), Regie: Angelika Maiworm RBB
- 2018: Gehen oder der zweite April (Jean-Michel Räber), Regie: Annouschka Trocker, MDR
- 2018: Des Teufels langer Atem (Robert Weber), Regie: Annette Kurth, WDR
- 2017: Leere Herzen (Juli Zeh), Regie: Thomas Wolfertz, MDR
- 2016: Tod im Sechzehner (Radio-Tatort von Katja Röder), Regie: Alexander Schuhmacher, SWR
- 2016: Manhattan Transfer (John Dos Passos), Regie: Leonhard Koppelmann, SWR
- 2015: Sherlock Holmes – Sherlock & Watson – Neues aus der Baker Street: Der Somerset-Fall (Arthur Conan Doyle), Regie: Leonhard Koppelmann, ARTINHALT
- 2015: Leonardo und die Kunst zu fliegen (Susanne Friedmann), Regie: Robert Schön, RBB
- 2013: Räuberleben (Lukas Hartmann), Regie: Nicole Paulsen, SWR
- 2012: Domino (Christoph Buggert), Regie: Walter Adler, SWR
- 2011: Auf der anderen Seite (Alexander Brabandt), Regie: Alexander Brabandt, MDR
- 2010: Finkbeiners Geburtstag (Radio-Tatort von Hugo Rendler), Regie: Mark Ginzler, SWR
- 2010: Der letzte Sommer (Alexander Brabandt), Regie: Alexander Brabandt, NDR
- 2009: Barneys Version (Mordecai Richler), Regie: Götz Fritsch, MDR
- 2008: Paradies (A. L. Kennedy), Regie: Irene Schuck, NDR
- 2008: Poke (Denis Moschitto), Regie: Thomas Leutzbach, WDR[4]
- 2007: Lachsfischen im Jemen (Paul Torday), Regie: Nikolai von Koslowski, MDR
- 2007: Geheimagent Marlowe (Dieter Kühn), Regie: Thomas Leutzbach, WDR[5]
- 2006: Traumvillen (Peter Meisenberg), Regie: Johannes Mayr, SWR
- 2006: Lasst Blumen sprechen (Agatha Christie), Regie: Stefan Hilsbecher, SWR
- 2005: Das Mädchen aus Mailand (Giorgio Scerbanenco), Regie: Leonhard Koppelmann, MDR
- 2004: Laviolette auf Trüffelsuche (Pierre Magnan), Regie: Hans Gerd Krogmann, SWR
- 2003: Inspector Jury steht im Regen (Martha Grimes), Regie: Hans Gerd Krogmann, MDR
- 2002: Ins Herz der Nacht (nach Joseph Conrad), Regie: Thomas Leutzbach, WDR[6]
- 2001: Der Fluch des Lachens (Jules Feiffer), Regie: Leonhard Koppelmann, SWR
- 1999: Mittsommermord (Henning Mankell), Regie: Thomas Leutzbach, WDR
- 1999: Die fünfte Frau (Henning Mankell), Regie: Hans Gerd Krogmann, WDR
- 1998: Das stille Gold der alten Dame (Léo Malet), Regie: Hans Gerd Krogmann, SWR
- 1998: Endstation Venedig (Donna Leon), Regie: Hans Gerd Krogmann, SDR
- 1997: Die Rache der Weltraumpandas (David Mamet), Regie: Ulrich Gerhardt, SWF
- 1996: Der Fluch des Hauses Dain (Dashiell Hammett), Regie: Norbert Schaeffer, SWF
- 1993: Der Mörder in mir (Jim Thompson), Regie: Norbert Schaeffer, NDR

## Auszeichnungen
- 2016: Nominierung Jupiter Award für die Serie Die Kirche bleibt im Dorf
- 2013: Nominierung Goldene Nymphe für Die Kirche bleibt im Dorf (Fernsehserie)
- 2007: Deutscher Filmpreis für Vier Minuten
- 1992: Preis der Bayerischen Theatertage für Die Schelmenstreiche des Scapin